# Caso clínico
En medicina, un caso clínico es la presentación comentada de la situación sanitaria de un paciente, o grupo de pacientes, que se ejemplifica como «caso» al convertirse en la «realización individual de un fenómeno más o menos general». Es un modelo que ilustra algún componente clínico peculiar con interés docente, o por su singularidad o rareza.

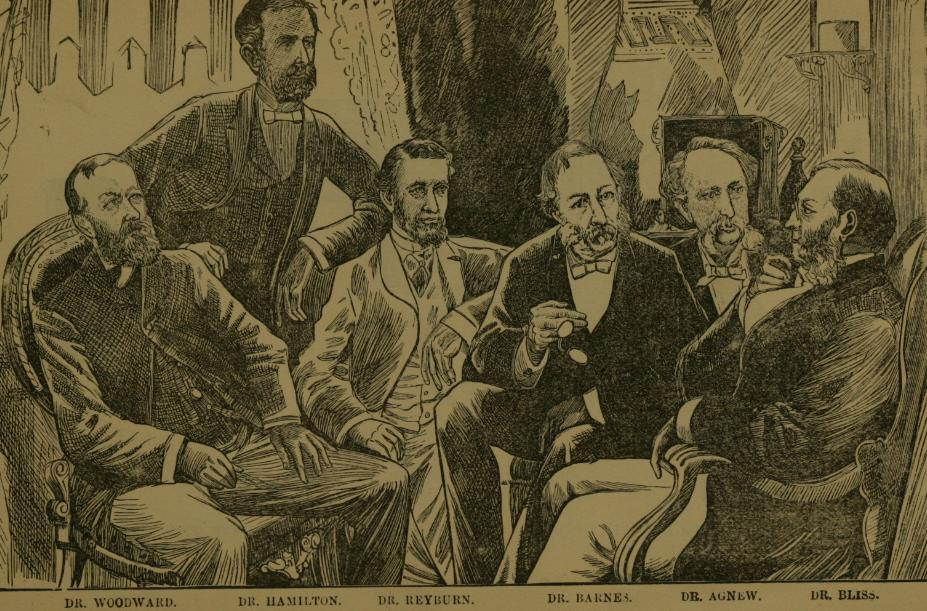
Médicos evaluando un caso clínico.

## Definición
Un caso clínico es la «descripción ordenada tanto de los acontecimientos que ocurren a un paciente en el curso de una enfermedad como de los datos complementarios proporcionados por los procedimientos diagnósticos, el curso del razonamiento clínico, la conclusión diagnóstica, el tratamiento empleado y la evolución del enfermo.» 
Un caso clínico (con frecuencia abreviado como «caso») es una exposición detallada de los síntomas, Signo clínico signos médicos, diagnóstico, tratamiento y el Seguimiento médico seguimiento de un paciente. El informe de un caso clínico puede contener un perfil demográfico del paciente, y suele describir su situación sociocultural.

## Objetivo

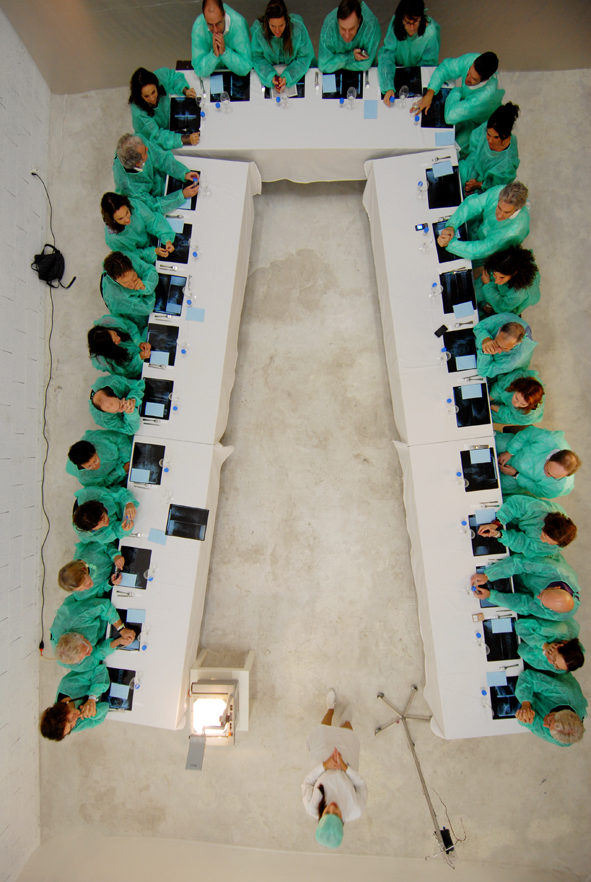
Presentación de un caso clínico.

Desde la antigüedad los estudiantes de medicina y los médicos exponen y estudian casos clínicos para:
- Aprender de compañeros más experimentados, así como de su propio trabajo, evaluando situaciones concretas de los pacientes.
- Contribuir a cambiar y mejorar la práctica clínica.
- Reconocer nuevas enfermedades.
- Evaluar técnicas diagnósticas y terapéuticas, así como nuevos efectos secundarios de los medicamentos, tanto adversos y como beneficiosos.

## Contenido
Los temas más frecuentes son:
- Una asociación inesperada entre enfermedad y/o síntomas.
- Las características únicas o raras de la enfermedad.
- Presentaciones, diagnósticos y gestión de enfermedades nuevas o emergentes.
- Un evento inesperado en el curso de la observación o el tratamiento de un paciente.
- Un efecto secundario o interacción de medicamentos no declarado o inusual.
- Únicas aproximaciones terapéuticas.
- Resultados que arrojan nueva luz sobre la posible patogénesis de una enfermedad o un efecto adverso.
- Una variación posicional o cuantitativa de las estructuras anatómicas.

## Tipos

### Según los datos manejados
- Duros: la información se obtiene principalmente mediante Exploración complementaria pruebas complementarias (análisis, técnicas de imagen, electromedicina, etc)
- Blandos: la fuente de información principal es el propio paciente, mediante la anamnesis y la exploración física. Incluye la vivencia subjetiva del enfermar, y la situación socioeconómico-cultural del paciente.

### Según el diagnóstico
Básicamente hay dos tipos de casos clínicos:
- Cerrado: en el que se ha llegado al diagnóstico final.
- Abierto: sin diagnóstico final.

## Modelos de casos clínicos
Los casos clínicos en medicina se pueden presentar en diversos formatos:
- Caso clínico clásico u hospitalario: es el caso de un paciente concreto del que se presenta la enfermedad actual, los antecedentes pertinentes y la evolución. Normalmente se concluye con el diagnóstico y el tratamiento y, a veces, con el seguimiento para juzgar el impacto en la salud del paciente de las pautas terapéuticas.

- Caso clínico en atención primaria: deben reflejar el trabajo habitual del médico de cabecera y describir el "proceso del enfermar" en toda la gama de eventos que constituyen la medicina general (el curso del enfermar, el impacto en el paciente y en su familia, y el proceso de la atención, con aciertos y errores, y con aspectos personales relevantes a la situación).[8]

- Serie de casos clínicos: es la presentación de un grupo de pacientes que comparten el mismo diagnóstico o característica, para valorar la frecuencia de signos y síntomas, la evolución o el resultado de las intervenciones diagnósticas o terapéuticas.

- Relato de un caso clínico: es la descripción pormenorizada del enfermar de un individuo o grupo, en el que se tiene en cuenta sus vivencias. Lo importante no es la enfermedad en sí, sino las circunstancias en que se produce, y las modificaciones que provoca en la conducta individual y familiar.

- Encrucijada clínica: es la presentación consecutiva de un caso, primero por el propio paciente, en forma de relato de un caso breve, y después por su médico de cabecera, en forma similar al caso clínico clásico.

- Resolución de un problema clínico: es la presentación, paso a paso, del cuadro clínico ya resuelto de un paciente.

- Caso clínico con error: es la presentación de un caso clínico en el que se aprovecha la existencia de un error, por acción u omisión, para analizar el proceso que llevó a cometer dicho error. No trata de culpabilizar, sino de determinar los problemas de calidad que hicieron posible ese error.[9]

## Guías para el reporte de casos clínicos
La calidad de la información científica de los reportes de casos es variable, y la presentación de reportes de casos no es óptima y dificulta el uso de los reportes de casos para informar el diseño de la investigación o ayudar a guiar la práctica clínica. En respuesta a estas dificultades, se están elaborando guías para la presentación de reportes a fin de facilitar una mayor transparencia y exhaustividad en el suministro de información relevante para los casos individuales. Las guías CARE (del inglés "CAse REport") incluyen una lista de verificación para la presentación de informes que figura en EQUATOR Network, una iniciativa internacional destinada a promover la presentación de informes transparentes y precisos de los estudios de investigación sanitaria para mejorar el valor y la fiabilidad de la literatura de investigación médica. Esta lista de verificación de 13 ítems incluye indicaciones sobre el título, las palabras clave, el resumen, la introducción, la información del paciente, los hallazgos clínicos, el cronograma, la evaluación diagnóstica, las intervenciones terapéuticas, el seguimiento y los resultados, la discusión, la perspectiva del paciente y el consentimiento informado. Un artículo de explicación y elaboración (un manual para escribir informes de casos siguiendo las guías CARE) fue publicado en el Journal of Clinical Epidemiology en 2017.
Las guías CARE recomiendan en algunos casos el reporte de procedimientos clínicos con el uso de las guías TIDieR.
Actualmente están guías se están adaptando a diversas áreas de las ciencias de la salud, entre ellas la odontología.

## Casos clínicos famosos
- Sigmund Freud informó sobre numerosos casos, entre ellos Anna O., Dora, Little Hans, Rat Man y Wolf Man.
- Frederick Treves informó sobre "El hombre elefante"
- Paul Broca informó sobre el deterioro del lenguaje después de las lesiones del hemisferio izquierdo en la década de 1860.
- William MacIntyre informó sobre un caso de mieloma múltiple (descrito en la década de 1840).
- Christiaan Barnard describió el primer trasplante de corazón del mundo como un reporte de caso.[15]
- W. G. McBride, "Thalidomide Case Report" (1961). The Lancet 2:1358.